# Lunar Embassy
Die Lunar Embassy ist der offizielle Webauftritt und der Name eines Unternehmens rund um Dennis Hope, welches es sich zur Aufgabe gemacht hat, Grundstücke im Weltraum zu verkaufen. Die Besitzansprüche werden jedoch von keiner rechtlichen Institution anerkannt.

## Die Vorgeschichte

### Die Dennis-Hope-Story
Von US-amerikanischem Rechtsstand aus gesehen erfolgte der Startschuss für den „Ausverkauf des Weltraums“ aufgrund einer angeblichen Gesetzeslücke. Dennis Hope wusste von einem Gesetz in den USA, wonach jeder ein beliebiges Grundstück sein Eigen nennen darf, wenn das Begehren eine gewisse Zeit öffentlich gemacht wurde, etwa durch Aushang oder per Rundschreiben. Dieses Relikt aus der Wildwestzeit tritt dann in Kraft, wenn gegen dieses Begehren kein Einspruch erhoben wird. In diesem Fall wurde die Mitteilung beim Registrierungsamt in San Francisco bekanntgegeben, und nach Zustimmung durch dieses im Jahr 1980 sandte Dennis Hope Briefe an die UNO und an die US-Regierung, um seine Ansprüche zu unterstreichen. Seitdem bietet er nichtirdische Grundstücke zum Verkauf an. Viele Firmen sind bereits auf diesen Zug aufgesprungen und haben von Dennis Hope Flächen angekauft, um diese weiterzuverkaufen.
Für Dennis Hope, der sich als „The Head Cheese“ des Weltraums und als Vorstand des „Staates“ Luna sieht, war dies ein lukratives Geschäft.
Im Laufe der Zeit kam es indes auch zu einigen Klagen. Aufsehenerregend war hier eine Klage im Jahr 2003, die abgewiesen wurde, weil der Richter zu dem Entschluss kam, er habe keine Entscheidungsgewalt über den Mond.

### Rechtliche Grundlagen
In den Vereinigten Staaten von Amerika gilt nach wie vor das Recht, einen Claim für sich zu beanspruchen. Dieses Recht nutzte Dennis Hope aus und „sicherte“ sich dementsprechend gemäß amerikanischem Recht Landparzellen im Weltall. Jedoch gilt weder auf dem Mond noch auf einem der anderen Himmelskörper des Sonnensystems amerikanisches Recht. Daher bleibt abzuwarten, ob jene Ansprüche tatsächlich berücksichtigt werden, falls diese Himmelskörper eines Tages besiedelt werden sollten. Außerdem ist es mehr als fraglich, inwieweit diese Grundstücke in anderen Ländern als den Vereinigten Staaten als rechtlich bindend verkauft wurden.
Laut internationalem Recht gibt es hierzu zwei Verträge: Den Weltraumvertrag von 1967 und den Mondvertrag (oder „Moon Treaty“) aus dem Jahr 1979, der 1984 unterzeichnet wurde. Der erstere untersagt es Staaten, sich Grundstücke im Weltraum anzueignen, der andere sollte dies auch für Privatpersonen und Unternehmen regeln. Während der ältere Vertrag von fast allen Mitgliedstaaten der Vereinten Nationen unterschrieben wurde, hielt sich die Begeisterung beim Mondvertrag in Grenzen – dieser wurde insbesondere von keinem zur damaligen Zeit weltraumfahrenden Staat angenommen; damit ist er bislang nicht wirksam geworden. Nennenswerte Gegenwehr gab es aus den USA, da man befürchtete, sollten wertvolle Ressourcen entdeckt werden, könnte man diese nachher nicht profitabel nutzen. Allerdings besteht darin, entgegen den häufig angeführten Argumenten, keine Gesetzeslücke, denn auch jedes Privateigentum ist wiederum von einem Staat abgeleitet. Demnach hätten das Grundstücksamt von San Francisco, bei dem sich Hope „eintragen“ ließ bzw. die USA erst einmal das Recht haben müssen, Eigentum an Mondgrundstücken auf eine Privatperson zu übertragen. Nach allgemein gültigem Völkerrecht, zu dem heute der Weltraumvertrag von 1967 gehört, haben dieses Recht weder die USA noch irgendein anderer Staat. Ferner bindet das Völkerrecht nach einhelliger Auffassung auch Privatpersonen unmittelbar. So würde beispielsweise niemand ernsthaft behaupten, es sei Privatpersonen und Unternehmen erlaubt, Nuklearwaffen zu besitzen, nur weil im Atomwaffensperrvertrag allein von Staaten die Rede ist.
Zusätzlich wurde in der Vergangenheit Wert darauf gelegt, keine Grundstücke zu „verkaufen“, die von wissenschaftlichem Wert sein könnten (z. B. geplante und vergangene Landestellen für Missionen oder berühmte Plätze mit Kulturcharakter wie das sogenannte Marsgesicht), um hier keine Konflikte zu erzeugen. Im Zuge der Wissbegierigkeit der Menschheit wird auch jetzt noch darauf hingewiesen, man möge auf seinem Grundstück doch Landungen von Sonden dulden, auch wenn die rechtliche Verpflichtung nicht mehr bestehe.

### Lunar Embassy History
Seit gut zehn Jahren vermarktet Lunar Embassy nun schon Grundstücke auf diversen Himmelskörpern. Neben dem Mond, der als Namensgeber diente, kann man Grundstücke auf dem Mars, der Venus, dem Merkur und diversen Monden des Sonnensystems erwerben. Die Grundstücke haben ca. die Größe eines Acres, also etwa die Fläche eines Fußballfeldes. Nicht nur in den USA, sondern weltweit hat man die Möglichkeit, Grundstücke von Dennis Hope zu kaufen – einerseits durch Franchise-Unternehmen in aller Welt, andererseits kaufen andere Firmen Grundstücke, um diese weiterzuverkaufen.

## Lunar Embassy – aktuell

### Verfassung
Neben der allgegenwärtigen Online-Shop-Möglichkeit bietet die Lunar Embassy auch eine Art Verfassung an. Diese trägt den Titel Declaration of galactic Independence und kann auf der Homepage des Unternehmens eingesehen werden.

### Öffentliche Meinung
Die öffentliche Meinung zu diesem Thema ist sehr zwiespältig. Teils sehen viele diese Unternehmung als genialen Einfall zu schnellem Ruhm und Geld, teils wundert man sich über den Erfolg dieser Geschäftsidee. Der anfängliche Medienrummel hat sich inzwischen gelegt. Als das Claim genehmigt wurde, hatte dies für erheblichen medialen Aufwind gesorgt.